# Hàm Tử
Hàm Tử là một xã thuộc huyện Khoái Châu, tỉnh Hưng Yên, Việt Nam.

## Địa lý
Xã Hàm Tử nằm cách thủ đô Hà Nội 30 km, có vị trí địa lý:
- Phía đông giáp xã An Vĩ
- Phía tây giáp Sông Hồng
- Phía nam giáp xã Tứ Dân và xã Bình Kiều
- Phía bắc giáp xã Dạ Trạch.

Xã Hàm Tử có diện tích 4,63 km², dân số năm 2019 là 6.398 người, mật độ dân số đạt 1.382 người/km².

## Hành chính
Xã Hàm Tử được chia thành 4 thôn: An Cảnh, Đức Nhuận, Hàm Tử, Xuân Đình.

## Lịch sử
Tên xã được đặt theo địa danh lịch sử nổi tiếng là cửa Hàm Tử hay Hàm Tử quan, nơi diễn ra trận Hàm Tử trong cuộc Kháng chiến chống quân Nguyên 1285 của quân dân Đại Việt.
Cửa Hàm Tử xưa thuộc xã Hàm Tử bên tả ngạn sông Hồng, gần bãi Màn Trù. Tháng 5 năm 1285, sau cuộc rút lui chiến lược về Thiên Trường (tháng 2 năm 1285), và vào Thanh Hoá (tháng 4 năm 1285), vua tôi nhà Trần bắt đầu mở cuộc phản công vào các cứ điểm quan trọng của quân Nguyên tại vùng Khoái Châu, Hưng Yên. Trận quyết chiến tại cửa Hàm Tử diễn ra vào cuối tháng 5 năm 1285, 5 vạn quân do Chiêu Văn Vương Trần Nhật Duật (1253 - 1330) chỉ huy, đã nhanh chóng giành thắng lợi. Cùng với các trận Tây Kết, Chương Dương, Vạn Kiếp, chiến thắng Hàm Tử đã góp phần tiêu diệt và quét sạch 50 vạn quân Nguyên ra khỏi bờ cõi, giải phóng hoàn toàn Đại Việt, làm cho đất nước Thái Bình.
Ngày 24 tháng 7 năm 1999, Chính phủ ban hành Nghị định số 60/1999/NĐ-CP về việc chuyển xã Hàm Tử thuộc huyện Châu Giang cũ chuyển về huyện Khoái Châu mới tái lập quản lý.